# Ivo Kesselring Carotini
Ivo Kesselring Carotini (* 16. Februar 1942 in São Paulo) ist ein ehemaliger brasilianischer Wasserballspieler.

## Biografie
Ivo Kesselring Carotini spielte auf Vereinsebene für den EC Pinheiros. Mit der brasilianischen Nationalmannschaft gewann er bei den Panamerikanischen Spielen 1963 die Goldmedaille. Des Weiteren nahm er mit der Nationalmannschaft an den Olympischen Sommerspielen 1964 in Tokio teil, wo die Mannschaft den 13. Platz belegte. 1967 gewann er mit der Nationalmannschaft die Silbermedaille bei den Panamerikanischen Spielen. Bei all diesen Erfolgen gehörte auch sein Bruder Polé dem Team an.
Darüber hinaus gehörte Ivo Kesselring Carotini auch zum Kader bei den Olympischen Sommerspielen 1968 in Mexiko-Stadt, wo die Mannschaft erneut den 13. Platz belegte.